# Jean-Michel Saive
Jean-Michel Saive, belgijski namizni tenisač, * 17. november 1969, Liège.
Sodeloval je na petih zaporednih Poletnih olimpijskih igrah (1988-2004).
Tudi njegov brat, Philippe Saive, je namizni tenisaš.